# Alain Campbell White
Alain Campbell White (* 3 de marzo de 1880 Cannes - † 23 de abril de 1951) fue un experto jugador de ajedrez estadounidense, aficionado a la Botánica. Utilizó muchos pseudónimos: E. E. Bartlet(t), Ivan Caskowiski, Miss Eltoe, Eric Ericson, J.R. Jones, O. Lorde, Alphonse Rognon y H. (K. oder W.) Shinkright.
Los padres de Alain, estadounidenses, lo tuvieron en Cannes, y a los cinco años retornaron a EE. UU..

## Algunas publicaciones

### Libros
- White, AC; BL Sloane; (con un mapa de WE Rudolph). 1933. The Stapelieae. An introduction to the study of this tribe of Asclepiadaceae. Ed. S. E. Haselton, printer] (Pasadena, California. xi + 1 lam. + 206 pp.
- 1941.  The succulent Euphorbieae (southern Africa). Ed. Abbey Garden Press. 990 pp.

- La abreviatura «A.C.White» se emplea para indicar a Alain Campbell White como autoridad en la descripción y clasificación científica de los vegetales.[2]